# Iljuschino (Kaliningrad, Bagrationowsk)
Iljuschino (russisch Ильюшино, deutsch Bönkeim und Johannisberg) ist der gemeinsame Name zweier ursprünglich getrennter Orte in der russischen Oblast Kaliningrad (Gebiet Königsberg (Preußen)), die im Rajon Bagrationowsk (Kreis Preußisch Eylau) liegen und zur Gwardeiskoje selskoje posselenije (Landgemeinde Gwardeiskoje (Mühlhausen)) gehören.

## Geographische Lage
Iljuschino (hier: Johannisberg) liegt nordwestlich des größeren Ortes gleichen Namens (hier: Bönkeim), durch den eine Nebenstraße verläuft, die Tischino (Abschwangen) (an der russischen Regionalstraße 27A-083 (ex A 196), der ehemaligen deutschen Reichsstraße 131, gelegen) mit Berjosowka (Groß Sausgarten) und Nadeschdino (Lampasch) sowie Bagrationowsk (Preußisch Eylau) verbindet.
Bis 1945 war Neu Waldeck (heute russisch: Nowosjolki) die nächste Bahnstation an der Bahnstrecke von Königsberg (heute russisch: Kaliningrad) nach Angerburg (heute polnisch: Węgorzewo), die nicht mehr in Betrieb genommen worden ist.

## Geschichte

### Bönkeim (bis 1945)
Der einst Bönkeim (auch Penekaym bzw. Penekaimen geschrieben) genannte Ort gehörte  ursprünglich zum Kammeramt Domnau (russisch: Domnowo) der Komturei Brandenburg (Uschakowo). Der Name dürfte prußischen Ursprungs sein und „Dorf an der Pene“ bedeuten.
Die Besitzverhältnisse änderten sich schon in früher Zeit sehr oft. 1451 hatte ihn die Familie von Eppingen im Besitz nachher gehörte er den Familien von Rippe und von Weißel, von 1687 bis 1736 der Familie Albrecht und dann bis 1772 der Familie Volbrecht. Um 1790 wurde ein Oberstleutnant von der Boeck, 1800 dann ein von Lehwaldt genannt.
Im Jahre 1821 wurden die Eigentumsverhältnisse der Bauern von Bönkeim gegenüber den Gut reguliert. 1871 lagen 18 Wohngebäude im Dorf mit 26 Haushalten, in denen 121 Personen lebten. Im Jahre 1874 kamen der Gutsbezirk und die Landgemeinde Bönkeim in den neu errichteten Amtsbezirk Abschwangen (heute russisch: Tischino), der zum Landkreis Preußisch Eylau im Regierungsbezirk Königsberg der preußischen Provinz Ostpreußen gehörte.
Gegen Ende des 19. Jahrhunderts ging Bönkeim in den Besitz des Generalleutnants Georg von Kalckstein über, der bereits Gutsherr auf Romitten (Slawjanowka) war und auf dem dortigen Schloss lebte. Im Jahre 1910 – das Gut Bönkeim war damals 870 Hektar groß – zählte die Landgemeinde Bönkeim 150, der Gutsbezirk Bönkeim 86 Einwohner. Die Erben von Kalcksteins verkauften 1927 das gesamte Gut Bönkeim zur Aufsiedlung.
Am 30. September 1928 wurden der Gutsbezirk Bönkeim und der Gutsbezirk Wisdehnen (Ljubimowo) in die Landgemeinde Bönkeim eingegliedert. Sie umfasste mit den schon vorher integrierten Ortsteilen Bönkeim-Waldhaus und Johannisberg nun insgesamt 1225 Hektar und hatte 1933 343 und 1939 bereits 398 Einwohner. Das Standesamt lag in Abschwangen (Tischino), das Amtsgericht in Domnau  (Domnowo). Der letzte deutsche Bürgermeister Bönkeims war Gustav Pittwald.

### Johannisberg (bis 1946)
Das kleine Vorwerk Johannisberg des Gutes Bönkeim entstand nach der Wende vom 17. zum 18. Jahrhundert und wurde ab 1733 in den Kirchenbüchern bereits als solches erwähnt. Der Name stammt wohl vom nahe gelegenen „Johannisberg“, der mit 68 Metern Höhe ein auffälliger Hügel in der Ebene des Frisching (russisch: Prochladnaja) war. Der Ort blieb bis 1945 ein Vorwerk vom Rittergut Bönkeim. 1885 standen hier 2 Wohngebäude mit 25 Personen.
Bei der Aufsiedlung von Gut Bönkeim 1927 kamen auch Ländereien vom Vorwerk Johannisberg zu den neuen Siedlungsgehöften.

### Iljuschino (nach 1945)
Infolge des Zweiten Weltkrieges kamen Bönkeim und Johannisberg mit dem nördlichen Ostpreußen zur Sowjetunion. Beide Orte wurden im Jahre 1946 unter dem gemeinsamen Namen „Iljuschino“ zusammengefügt. Bis 2009 war Iljuschino in den Tschechowski sowjet (Dorfsowjet Tschechowo (Uderwangen)) eingegliedert und ist seither – aufgrund einer Struktur- und Verwaltungsreform – eine als „Siedlung“ (russisch: possjolok) eingestufte Ortschaft innerhalb der Gwardeiskoje selskoje posselenije (Landgemeinde Gwardeiskoje (Mühlhausen)) im Rajon Bagrationowsk.

## Kirche
Bönkeim mit Johannisberg war mit überwiegend evangelischer Bevölkerung bis 1945 in das Kirchspiel Almenhausen / Abschwangen mit Pfarrsitz in Almenhausen (heute russisch: Kaschtanowo) eingepfarrt. Es gehörte zum Kirchenkreis Preußisch Eylau (Bagrationowsk) in der Kirchenprovinz Ostpreußen der Kirche der Altpreußischen Union.
Heute liegt Iljuschino im Einzugsbereich der beiden evangelisch-lutherischen Kirchengemeinden Gwardeiskoje (Mühlhausen) und Domnowo (Domnau), die Filialgemeinden der Auferstehungskirche in Kaliningrad (Königsberg) sind. Sie sind in die Propstei Kaliningrad der Evangelisch-lutherischen Kirche Europäisches Russland (ELKER) eingegliedert.

## Schule
Die Schule in Bönkeim war bereits 1725 gegründet worden. Das Schulhaus wurde 1928 neu erbaut. Schulort der Kinder aus Johannisberg war Bönkeim. Letzter deutscher Lehrer war Emil Küßner.